# Buxières-sous-les-Côtes
Buxières-sous-les-Côtes – miejscowość i gmina we Francji, w regionie Grand Est, w departamencie Moza.
Według danych na rok 1990 gminę zamieszkiwało 276 osób, a gęstość zaludnienia wynosiła 10 osób/km² (wśród 2335 gmin Lotaryngii Buxières-sous-les-Côtes plasuje się na 773. miejscu pod względem liczby ludności, natomiast pod względem powierzchni na miejscu 75.).